# New York Knicks
New York Knickerbockers, mer kända som Knicks, är en amerikansk basketorganisation vars lag är baserat i staden New York och spelar i NBA. Knicks bildades 1946 och är tillsammans med Boston Celtics de enda lagen som spelat samtliga säsonger av NBA i samma städer. Knicks är en av två lag i New York City, rivalerna Brooklyn Nets är det andra.
Lagets hemmaarena är Madison Square Garden på Manhattan i New York som de delar med National Hockey League-laget New York Rangers. Knicks har vunnit NBA två gånger, säsongerna 1969/1970 och 1972/1973. Senast klubben spelade final var säsongen 1998/1999, då med Allan Houston och Latrell Sprewell som viktigaste spelare. Knicks har även blivit Conferencemästare åtta gånger samt Divisionsmästare fem gånger.

## Historia
New York Knickerbockers grundades år 1946 av Ned Irish och var med i grundandet av basketligan BAA, som senare blev NBA efter sammanslagningen med NBL. Tillsammans med tränaren Joe Lapchick var Knicks under sina första år playoff-favoriter. Åren 1951-1953 tog sig laget till ligafinal men förlorade samtliga mot Minneapolis Lakers (Senare Los Angeles Lakers). Åren efter Lapchicks avgång 1956, kantades av besvär.
Knicks tog sig, tillsammans med de framstående spelarna Willis Reed och Walt Frazier under ledning av tränaren Red Holtzman, till final 1970 och vann med 4-3 i matcher mot Los Angeles Lakers. Året 1973 tog Knicks återigen titeln efter ännu en kamp mot Lakers, som besegrades med 4-1 i matcher.
Året 1985 valdes den framtida Knicks-legendaren Patrick Ewing som nummer ett i draften och utsågs till årets NBA Rookie of the Year Award. Tiden med Ewing kantades av rivaliteter med Chicago Bulls, Indiana Pacers och Miami Heat. Under ledningen av de defensivt framstående tränarna Pat Riley och Jeff Van Gundy tog sig Knicks, med Ewing som center, till final 1993/1994, men förlorade med 4-3 i matcher mot Hakeem Olajuwon och hans Houston Rockets. Säsongen 1998/1999 tog laget sig ännu en gång till final, men förlorade mot San Antonio Spurs med 4-1 i matcher.
Sedan 2000-talet har Knicks haft besvär med att nå tidigare framgångar. Säsongen 2012/2013 blev Knicks divisionsmästare för första gången på 19 år med framstående spelare som Carmelo Anthony, Amar'e Stoudemire, Tyson Chandler och Raymond Felton, men såg sig besegrade av Indiana Pacers i andra rundan. Det tog sedan nio år för laget att återigen nå playoffs, men tillsammans med andraårsspelaren RJ Barrett och Julius Randle tog sig Knicks till playoffs säsongen 2020/2021. De besegrades med 4-1 i matcher efter hätsk första runda mot Atlanta Hawks.

## Rivalitet

### Boston Celtics
New York Knicks och Boston Celtics är de två lag som har varit med sedan NBA grundades, år 1946. Boston och New York City har rivaliteter i många sporter. Exempelvis New York Yankees– Boston Red Sox (Baseboll), Boston Bruins- New York Rangers (Ishockey) och New York Jets– New England Patriots (Amerikansk fotboll).

### Brooklyn Nets
New York Knicks och Brooklyn Nets är de två lag i NBA som är belägna i New York, med Knicks på Manhattan och Nets i Brooklyn, sedan Nets flyttat från New Jersey. Media har noterat Knicks-Nets-rivalitetens likhet med andra New York City-lag i andra sporter. Exempel Giants-Jets (Amerikansk fotboll), Rangers-Islanders (Ishockey) och Yankees-Mets (Baseboll).

### Philadelphia 76ers
New York City och Philadelphia är två städer med många sportrivaler, till exempel New York Giants- Philadelphia Eagles (amerikansk fotboll),New York Mets -Philadelphia Phillies (Baseboll), och New York Rangers - Philadelphia Flyers (ishockey).

## Spelartruppen 2025/2026
Senast uppdaterad: 1 juli 2025.

Alla spelare som har kontrakt med New York Knicks. Spelarnas löner är i amerikanska dollar och är vad de skulle få ut om spelarna vore i NBA-truppen under hela säsongen.
| Nr                                |                         | Namn                       | Pos      | Lön 25/26   |        | Kontrakt | Kom till laget | Kom ifrån                     |
| --------------------------------- | ----------------------- | -------------------------- | -------- | ----------- | ------ | -------- | -------------- | ----------------------------- |
| 00                                | Filippinerna            | Jordan Clarkson            | PG/SG    | $3 634 148  | [ 4 ]  | 2026     | 2025           | Utah Jazz                     |
| 2                                 | USA                     | Miles McBride              | PG       | $4 333 333  | [ 5 ]  | 2027     | 2021           | West Virginia Mountaineers    |
| 3                                 | USA                     | Josh Hart                  | SF/SG    | $19 472 240 | [ 6 ]  | 2028     | 2023           | Portland Trail Blazers        |
| 4                                 | Frankrike               | Pacôme Dadiet              | PF       | $2 373 000  | [ 7 ]  | 2028     | 2024           | Ratiopharm Ulm                |
| 8                                 | Storbritannien          | O.G. Anunoby               | SF       | $39 568 966 | [ 8 ]  | 2029     | 2023           | Toronto Raptors               |
| 11                                | USA                     | Jalen Brunson              | PG       | $34 944 001 | [ 9 ]  | 2029     | 2022           | Dallas Mavericks              |
| 13                                | USA                     | Tyler Kolek                | PG       | $2 191 897  | [ 10 ] | 2028     | 2024           | Marquette Golden Eagles       |
| 23                                | USA                     | Mitchell Robinson          | C        | $12 954 546 | [ 11 ] | 2026     | 2018           | Chalmette Owls                |
| 25                                | USA                     | Mikal Bridges              | SG/SF    | $24 900 000 | [ 12 ] | 2030     | 2024           | Brooklyn Nets                 |
| 28                                | Frankrike               | Guerschon Yabusele         | PF       | $5 769 231  | [ 13 ] | 2027     | 2025           | Philadelphia 76ers            |
| 32                                | Dominikanska republiken | Karl-Anthony Towns1 − 2015 | PF/C     | $53 142 264 | [ 14 ] | 2028     | 2024           | Minnesota Timberwolves        |
| 55                                | Tyskland                | Ariel Hukporti             | C        | $1 955 377  | [ 15 ] | 2026     | 2024           | Riesen Ludwigsburg            |
| --                                | USA                     | Dink Pate                  | PG/SG    | $1 272 868  | [ 16 ] | 2026     | 2025           | Capitanes de Ciudad de México |
| --                                | USA                     | P.J. Tucker                | PF/SF/SG | $3 468 960  | [ 17 ] | 2026     | 2025           | Los Angeles Clippers          |
| Tvåvägskontrakt                   |                         |                            |          |             |        |          |                |                               |
| Nr                                |                         | Namn                       | Pos      | Lön 25/26   |        | Kontrakt | Kom till laget | Kom ifrån                     |
| Positioner: PG – SG – SF – PF – C |                         |                            |          |             |        |          |                |                               |

### Spelargalleri

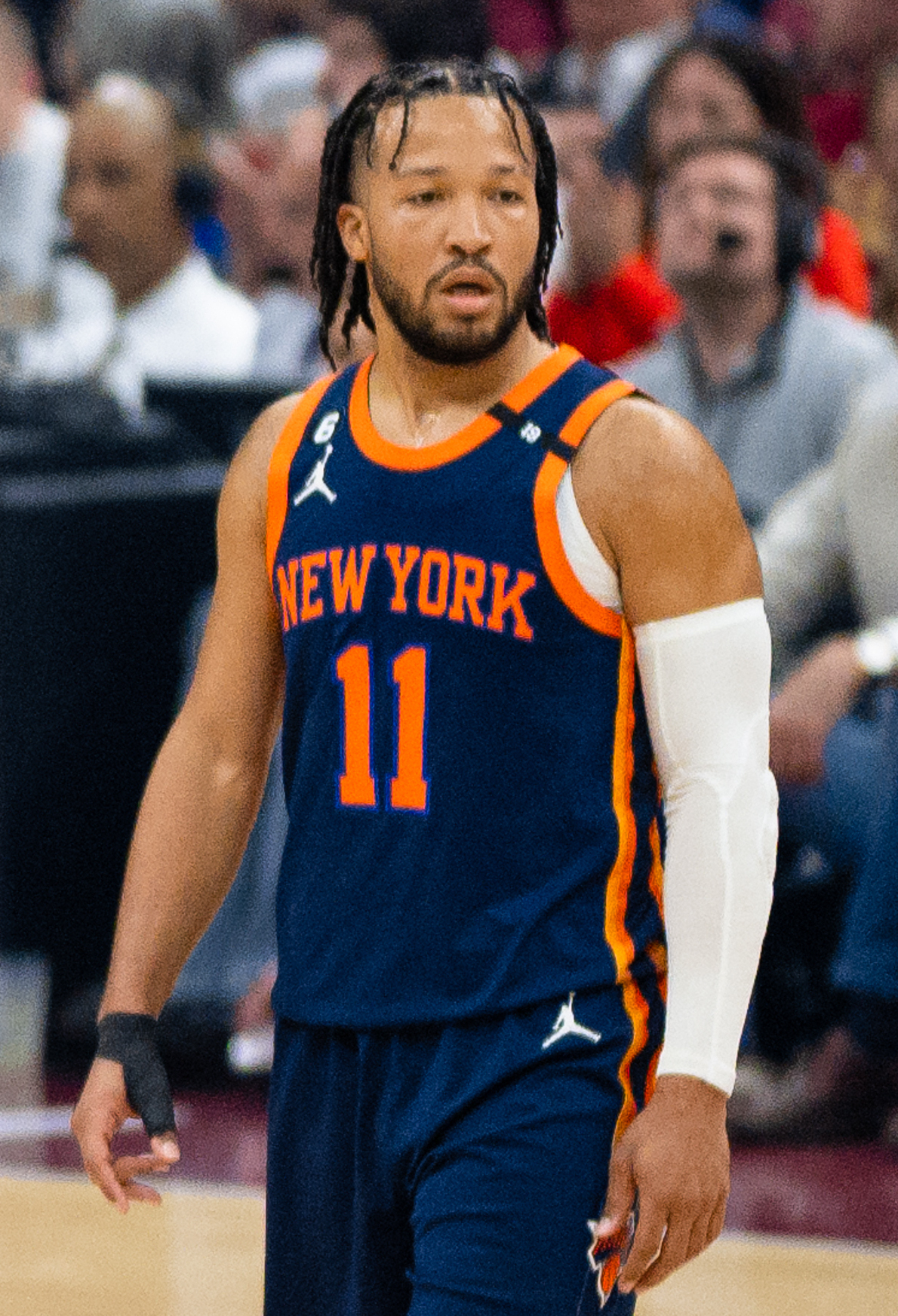
Jalen Brunson
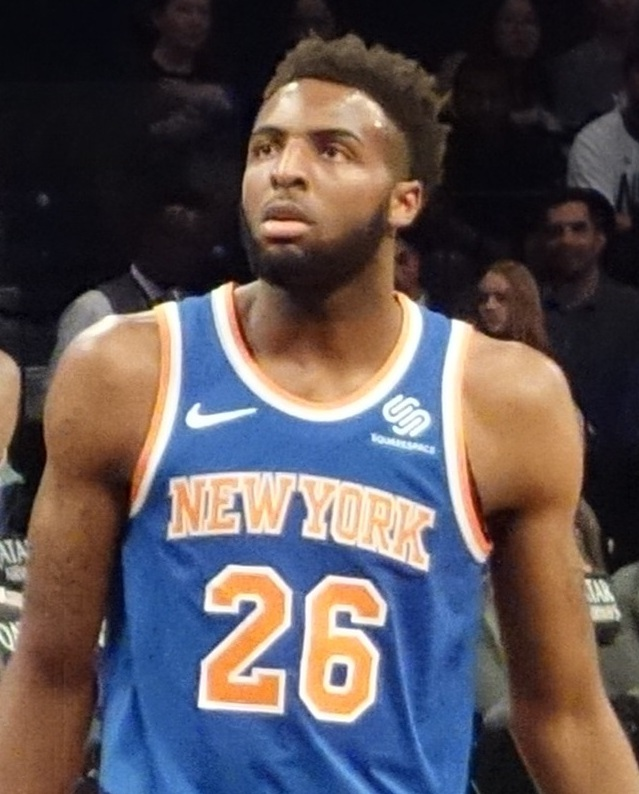
Mitchell Robinson